# Іза Хруслінська
Іза Хруслінська (пол. Izabella Chruślińska)(* 16 вересня 1956) — польська журналістка, відома своїми статтями та книгами присвяченими Україні та українсько-польським стосункам. Активна діячка польсько-українського діалогу. Авторка книг-інтерв'ю з українськими інтелектуалами Ярославом Грицаком, Оксаною Забужко, Йосифом Зісельсом. Член Українського ПЕН.

## Біографія
Навчалася педагогіки у Варшавському університеті. Вчилася також в Національному інституті східних мов і цивілізацій. Дописує до польських (Przegląd Polityczny, Gazeta Wyborcza, Rzeczpospolita, Więzi, Dialog) та українських (Дух і літера, Єгупець, Український журнал) часописів. У 2007—2008 була коодинаторкою плану дій Ради Європи та Європейського Союзу щодо українських медій. У 2014 р. — співзасновниця польського Громадянського комітету солідарності з Україною.

## Книги
- Była raz Kultura (1994, 2003)
- Wiele twarzy Ukrainy (2005, z Piotrem Tymą)
- Ukraina: Przewodnik Krytyki Politycznej. Z Jarosławem Hrycakiem rozmawia Iza Chruślińska (2009)
  - укр. пер.: Розмови про Україну: Ярослав Грицак — Іза Хруслінська [Архівовано 24 січня 2022 у Wayback Machine.] (2018)
- Діалоги порозуміння: Українсько-єврейські взаємини (2011, з Петром Тимою)
- Ukraiński palimpsest. Oksana Zabużko w rozmowie z Izą Chruślińską (2013)
- Господи, Ти відкриєш уста мої: Йосиф Зісельс у розмовах з Ізою Хруслінською[недоступне посилання] (2017)

## Нагороди
- Відзнака Президента України — ювілейна медаль «25 років незалежності України» (22 серпня 2016) — за вагомий особистий внесок у зміцнення міжнародного авторитету Української держави, популяризацію її історичної спадщини і сучасних надбань та з нагоди 25-ї річниці незалежності України[3]